# Anthony Sawoniuk
Anthony Sawoniuk (Wit-Russisch: Андрэй Саванюк, Andrej Savaniuk; Pools: Antoni Sawoniuk) (Domaczewo, Polen, 7 maart 1921 - Norwich, Groot-Brittannië, 6 november 2005) was een Wit-Russische nazioorlogsmisdadiger tijdens de Tweede Wereldoorlog.
Hij vluchtte na de bevrijding uit Wit-Rusland, dat na de oorlog door de Sovjet-Unie werd geannexeerd. Vanaf 1946 woonde hij in Groot-Brittannië, waar hij jaren werkte bij de spoorwegen.
Doordat hij een brief schreef naar zijn broer Mikołaj, kon hij in 1951 door de KGB worden getraceerd.
In 1988 was duidelijk, dat dit de persoon was die als enige nazioorlogsmisdadiger naar Groot-Brittannië was gevlucht na de Tweede Wereldoorlog. Hij kwam vervolgens onder de aandacht van Scotland Yard vanaf 1994 en kon worden gearresteerd in 1997.
In februari 1999 begon de rechtszaak tegen Sawoniuk en op 1 april 1999 werd hij veroordeeld tot tweemaal levenslange gevangenisstraf voor de moord op twee Joden in de Wit-Russische regio Brest, vlak bij zijn geboorteplaats Domaczewo in 1942. Hij was echter aangeklaagd voor de moord op achttien Joden. In 1944 en 1945 diende hij in een Wit-Russische Waffen-SS eenheid in Italië. Hij ontsnapte uiteindelijk naar Groot-Brittannië door zich als geallieerd Pools militair voor te doen.
Hij was de enige persoon in Groot-Brittannië die op grond van de War Crimes Act 1991 veroordeeld is voor het plegen van oorlogsmisdrijven. Hij stond terecht in The Old Bailey in Londen. In hoger beroep werd deze straf bevestigd op 10 februari 2000.
Anthony Sawoniuk overleed eind 2005 op 84-jarige leeftijd in de gevangenis van Norwich.
- Gemeinsame Normdatei: 108278981X
- Library of Congress Control Number: n2022033269
- Nationale Bibliotheek van Israël: 987011615168505171
- Virtual International Authority File: 17145602340201360821